# Slavutytj
Slavutytj (ukrainska: Славутич uttal (fil)) är en stad i norra Ukraina, omkring 40 km från Tjernihiv, 45 km från Prypjat och 200 km från Kiev. Folkmängden uppgår till cirka 25 000 invånare. Slavutytj grundades 1986 som ersättning för Prypjat som blev obeboelig på grund av det radioaktiva nedfallet efter Tjernobylkatastrofen.
De flesta invånarna i Slavutytj är sådana som förlorade sina hem i Tjernobylkatastrofen och tvingades lämna evakueringszonen runt reaktor 4 i Tjernobyl. Cirka 8 000 av dessa var barn då olyckan skedde. 
Slavutytj stadsbild domineras av modern arkitektur eftersom staden är strax över trettio år gammal. Arkitekter och byggnadsarbetare från dåvarande Sovjetunionen deltog i uppförandet av staden. Levnadsstandarden är högre än i många andra städer i Ukraina.